# Cojedes (bang)
Cojedes (tiếng Tây Ban Nha: Cojedes, đọc là Cô-khê-đếts) là một bang của Venezuela. Thủ phủ của bang là thành phố San Carlos. Bang Cojedes có diện tích 14.800 km² và dân số khoảng 320 nghìn người, là bang đông dân thứ 22 của Venezuela. Bang tiếp giáp với bang Yaracuy và Carabobo về phía bắc, bang Guarico về phía đông, bang Barinas về phía nam, và bang Portuguesa và Lara về phía tây.

## Tên gọi
Cái tên Cojedes có nguồn gốc từ các ngôn ngữ Cariba của người bản địa và có nghĩa là làng gốm hoặc làng của những người thợ gốm.

## Lịch sử
Lịch sử của bang Cojedes bắt đầu từ giữa thế kỉ 18 với các đoàn truyền giáo. Những nhà truyền đạo đã thành lập thành phố San Carlos, nay là thủ phủ của bang vào năm 1760. Các khu định cư quan trọng khác lần lượt được thành lập trong nửa sau thế kỉ 18. Lúc đầu, các điểm dân cư này đều thuộc quyền quản lý của tỉnh Caracas.

## Địa lý
Bang Cojedes nằm ở phía tây của miền trung Venezuela. Bang có khí hậu nhiệt đới.